# Lys Mousset
Lys Émilien Mousset Mendy (Montivilliers, 8 de febrero de 1996) es un futbolista francés con nacionalidad senegalesa. Juega en la posición de delantero y desde 2025 milita en el Bohemian F. C. de la Premier Division de la Liga de Irlanda. Ha jugado con la selección francesa sub-20 y sub-21.

## Trayectoria

### Clubes
Mousset comenzó su carrera en las divisiones del Le Havre A. C. Con la segunda categoría del club, el Le Havre II, jugó 57 partidos y anotó catorce goles. En 2014, fue promovido al primer equipo, donde marcó catorce goles en 34 encuentros por liga. En junio de 2016, a pesar de que clubes como el Sevilla, Arsenal, Tottenham Hotspur y A. S. Mónaco pretendían ficharlo, el jugador firmó por cuatro años con el AFC Bournemouth, que pagó por su pase 5,4 millones de euros. Su debut se produjo en el partido contra el Morecambe F. C. por la Copa de la Liga. Asimismo, en noviembre jugó su primer partido de liga, ante el Sunderland A. F. C. El 6 de enero de 2018 anotó un tanto en el empate a dos goles frente al Wigan Athletic F. C., en un partido de FA Cup. En julio de 2019 fue traspasado al Sheffield United F. C. En este equipo estuvo dos temporadas y media, marchándose cedido a finales de enero de 2022 a la U. S. Salernitana 1919. Después de este préstamo quedó libre al expirar su contrato con el equipo de Sheffield. Entonces siguió su carrera en Alemania, firmando en el mes de agosto con el VfL Bochum hasta junio de 2024. Unos meses después regresó a Francia tras ser cedido al Nîmes Olympique. Cuando esta finalizó, volvió a Alemania y en enero de 2024 rescindió su contrato. Entonces estuvo más de un año sin equipo y en febrero de 2025 se unió al Bohemian F. C. irlandés.

### Selección nacional
Debido a sus actuaciones en el Le Havre A. C., Mousset fue convocado para jugar con la selección francesa sub-20, con la que jugó ocho partidos y anotó un gol. Su única anotación con la categoría sub-20 fue la victoria por 4:3 contra Inglaterra, en un partido amistoso realizado el 11 de noviembre de 2015. En junio de 2017, le hizo dos goles a Albania en su debut con la selección francesa sub-21. En esta categoría ha marcado cinco anotaciones en ocho partidos.

## Estadísticas
La siguiente tabla detalla los encuentros disputados y los goles marcados por Mousset en los clubes en los que ha militado.
| Club                              | Div.          | Temporada     | Liga  | Liga  | Copas nacionales * | Copas nacionales * | Copas internacionales | Copas internacionales | Total | Total |
| Club                              | Div.          | Temporada     | Part. | Goles | Part.              | Goles              | Part.                 | Goles                 | Part. | Goles |
| --------------------------------- | ------------- | ------------- | ----- | ----- | ------------------ | ------------------ | --------------------- | --------------------- | ----- | ----- |
| Le Havre A. C. Francia            | 2.ª           | 2013-14       | 5     | 0     | 0                  | 0                  | ―                     | ―                     | 5     | 0     |
| Le Havre A. C. Francia            | 2.ª           | 2014-15       | 1     | 0     | 1                  | 0                  | ―                     | ―                     | 2     | 0     |
| Le Havre A. C. Francia            | 2.ª           | 2015-16       | 28    | 14    | 1                  | 0                  | ―                     | ―                     | 29    | 14    |
| Le Havre A. C. Francia            | Total club    | Total club    | 34    | 14    | 2                  | 0                  | 0                     | 0                     | 36    | 14    |
| AFC Bournemouth Inglaterra        | 1.ª           | 2016-17       | 11    | 0     | 3                  | 0                  | ―                     | ―                     | 14    | 0     |
| AFC Bournemouth Inglaterra        | 1.ª           | 2017-18       | 23    | 2     | 6                  | 1                  | ―                     | ―                     | 29    | 3     |
| AFC Bournemouth Inglaterra        | 1.ª           | 2018-19       | 24    | 1     | 4                  | 1                  | ―                     | ―                     | 28    | 2     |
| AFC Bournemouth Inglaterra        | Total club    | Total club    | 58    | 3     | 13                 | 2                  | 0                     | 0                     | 71    | 5     |
| Sheffield United F. C. Inglaterra | 1.ª           | 2019-20       | 30    | 6     | 3                  | 0                  | ―                     | ―                     | 33    | 6     |
| Sheffield United F. C. Inglaterra | 1.ª           | 2020-21       | 11    | 0     | 2                  | 0                  | ―                     | ―                     | 13    | 0     |
| Sheffield United F. C. Inglaterra | 2.ª           | 2021-22       | 7     | 3     | 0                  | 0                  | ―                     | ―                     | 7     | 3     |
| Sheffield United F. C. Inglaterra | Total club    | Total club    | 48    | 9     | 5                  | 0                  | 0                     | 0                     | 53    | 9     |
| U. S. Salernitana 1919 · Italia   | 1.ª           | 2021-22       | 6     | 0     | ―                  | ―                  | ―                     | ―                     | 6     | 0     |
| U. S. Salernitana 1919 · Italia   | Total club    | Total club    | 6     | 0     | 0                  | 0                  | 0                     | 0                     | 6     | 0     |
| VfL Bochum · Alemania             | 1.ª           | 2022-23       | 0     | 0     | 0                  | 0                  | ―                     | ―                     | 0     | 0     |
| VfL Bochum · Alemania             | Total club    | Total club    | 0     | 0     | 0                  | 0                  | 0                     | 0                     | 0     | 0     |
| Nîmes Olympique Francia           | 2.ª           | 2022-23       | 11    | 1     | ―                  | ―                  | ―                     | ―                     | 11    | 1     |
| Nîmes Olympique Francia           | Total club    | Total club    | 11    | 1     | 0                  | 0                  | 0                     | 0                     | 11    | 1     |
| Bohemian F. C. Irlanda            | 1.ª           | 2025          | 0     | 0     | 0                  | 0                  | ―                     | ―                     | 0     | 0     |
| Bohemian F. C. Irlanda            | Total club    | Total club    | 0     | 0     | 0                  | 0                  | 0                     | 0                     | 0     | 0     |
| Total carrera                     | Total carrera | Total carrera | 157   | 27    | 20                 | 2                  | 0                     | 0                     | 177   | 29    |

- (*) Copa de la Liga de Francia, Copa de Francia, Copa de la Liga de Inglaterra y FA Cup.